# Саобраћај у Норвешкој
Норвешка је за европске услове велика и ретко насељена земља (< 20 ст./км²). Такође ова скандинавска земља је изразито планинска, са много затворених подручја, нарочито са копна. Све ово чини велике препреке копненом саобраћају (ауто-путеви, железница). Међутим, захваљујући високом развоју Норвешке многе природне препреке за развој савременог саобраћаја су превазиђене. Са друге стране најдужа обала у Европи ка морима која се никад не леде и воде ка развијеном делу света дају велики значај поморском саобраћају.
Норвешка има развијен друмски, железнички, ваздушни и водни саобраћај. Највећи саобраћајни чвор је главни град, Осло.

## Железнички саобраћај
Државно предузеће за железницу је "Норвешка државна управа за железницу" (нор. Jernbaneverket).
По најновијим подацима године укупна дужина железничке мреже у Норвешкој је 4.087 km стандардне ширине колосека колосека (1435 mm). Од тога је електрификовано 2.622 km (64%), а 219 km су железнице дуплог колосека. Значајан податак је постојање чак 696 железничких тунела и 2760 железничких мостова. Треба истаћи и то да у ове податке нису укључене жичаре и успињаче, које су у складу са карактером земље честе и добро коришћене.

Највеће чвориште је престоница Осло. Од њега крећу готово све железничке линије у земљи. Најважније од њих су:
- Железница Берген, Осло - Драмен - Берген, укупна дужина 372 km.
- Железница Остфолд, Осло - Мос - Сарпсборг - граница са Шведском (ка Гетеборгу), укупна дужина 137 km.
- Железница Вестфолд, Осло - Драмен - Скиен, укупна дужина 148 km.
- Железница Довре, Осло - Хамар - Лилехамер - Домбос - Трондхајм, укупна дужина 553 km.
- Железница Ророс, Хамар - Ророс - Трондхајм, укупна дужина 383 km.
- Железница Конгсвингер , Осло - граница са Шведском (ка Стокхолму), укупна дужина 115 km.
- Железница Сорланд, Драмен - Кристијансанд - Егерсунд - Ставангер, укупна дужина км.
- Железница Нордланд, Трондхајм - Стенкјер - Мо и Рана - Боде, укупна дужина 729 km.

Градска железница је присутна у већим градовима, у Ослу, Бергену и Трондхајму. Сви градови поседују трамвајски превоз и приградску железницу, која је веома битна с обзиром на расплинутост и малу густину насељености норвешких градова. Постоје планови и за градње лаког метроа у овим градовима. Међутим, изградња овог типа превоза започета је само у Бергену, који нема праве могућности ширења (скучен између мора и стрмих брда).

Железничка веза са суседним земљама:
- Русија - не
- Финска - да, уз промену ширине колосека (са 1435 mm на 1520 mm)
- Шведска - да

## Друмски саобраћај
Укупна дужина путева у Норвешкој је 90.741 km, од тога је 67.602 km са тврдом подлогом. Дужина ауто-путева у држави је је свега 270 km (погледати: Ауто-путеви у Норвешкој), што је мало за земљу величине Норвешке, али разумљиво с обзиром на ретку насељеност и изразити планински карактер земље. Због тога су углавном изграђени у јужној половини земље, где је густина насељености већа и углавном представљају излазне путеве из великих градова (нарочито је значајан ауто-пут око Осла). Нарочито је битна изградња ауто-путне везе Осла са Гетеборгом у Шведској на југу, а, самим тим, и савремено прикључење на ауто-путну мрежу Европе. Све претходно наведено важи и за магистралне путеве - они су квалитетни и углавном су смештени у јужној Норвешке и дуж морских обала. Као и код железнице друмски тунели и мостови су веома чести.

Главни путеви у Норвешка се углавном поклапају са европским саобраћајним коридорима и носе бројчану ознаку од 1 до 99. Њихова укупна дужина је 8.769 km. „Бројеви“ путева расту од југа ка северу. Последњих година учињено је много да се издвоје они правци који су битнији и тако су добијени „Државни путеви“, често се поклапајући са путевима Европских коридора. Поред тога у виду ауто-пута су и обилазнице око великих градова (Стокхолм, Гетеборг, Малме).

Најважнији државни магистрални путеви су:
- Државни пут Е6, граница са Шведском - Сарпсборг - Мос - Осло - Хамар - Лилехамер - Домбос - Трондхајм - Стенкјер - Мо и Рана - Боде - Алта - Киркенес - граница са Русијом, укупна дужина 2630 km.
- Државни пут Е8, Тромсе - граница са Финском, укупна дужина 118 km.
- Државни пут Е10, Лофотска острва - нарвик - граница са Шведском, укупна дужина 60 km.
- Државни пут Е12, Мо и Рана - граница са Шведском, укупна дужина 20 km.
- Државни пут Е16, Берген - Хенефос - Осло, укупна дужина 494 km.
- Државни пут Е18, Кристијансанд - Арендал - Порсгрун - Драмен - Осло - граница са Шведском, укупна дужина ? км.
- Државни пут Е39, Трондхајм - Молде - Олесунд - Берген - Ставангер - Кристијансанд, укупна дужина 1300 km.
- Државни пут Е69, Олдерфјорд - Нордкап, укупна дужина 129 km.
- Државни пут Е75, Варде - Вадсе - граница са Финском, укупна дужина 125 km.

## Водени саобраћај
Норвешка је изразита приморска земља са најдужом обалом у Европи. Земља излази на Норвешко и Северно море, као и на мореуз Скагерак. Норвешка има веома повољан положај, јер је њена обала окренута ка развијеној западној Европи и захваљујући Голфској струји никада се не леди. Због тога дуж целе обале постоји низ насеља, како на копну, на отвореном мору или у заливима (фјордовима), тако и на многобројним острвима. Ова насеља углавном су ослоњена на море и морски превоз до ближих градова.

Велико ограничење за развој поморског саобраћаја у Норвешкој су стрме и високе планине над готово целом обалом, које већим делом затварају прилаз из унутрашњости Скандинавије. Међутим, на свим местима где је та веза могућа (приморске долине, ушћа река, дубоки залази фјордова у копно) развиле су се значајне луке и данас велики градови попут Осла, Бергена, Трондхајма, Драмена, Бодеа или Тромсеа. Мање луке су Нарвик, Олесунд, Ставангер, Молде и Стејнћер.

Унутрашњи водени саобраћај Норвешка је занемарљив и односи се на пар мањих језера. Он је углавном туристичког облика.

## Гасоводи и нафтоводи
Норвешка спада међу ретке развијене земље света са извозом нафте и природног гаса.
Гасовод: Гасоводна мрежа је веома развијена, а постоје и подземни гасоводи до Данске, Француске, Белгије , Немачке и Велике Британије.
Нафтовод: 53 км

## Ваздушни транспорт
У Норвешкој постоји велики број авио-предузећа, од којих је најпознатије предузеће "Скандинејвијан ерлајнс систем" или краће и познатије "САС", које заједничко главно авио-предузеће и за Данску и Шведску.
У земљи постоји чак 99 званично уписаних аеродрома 2006. године, од чега 63 са чврстом подлогом (погледати: Аеродроми у Норвешкој). 59 уврштено на листу међународних аеродрома са IATA кодом (IATA Airport Code). Због изолованости многих делова земље чак 49 аеродрома имају сталне линије за превоз путника, и то највећи део њих само ка Ослу или лети чартер линије до туристичких одредишта. Свега неколико аеродрома има сталне међународне линије и могу се сматрати великим за државу. То су:
- Аеродром „Гардермоен“ у Ослу - OSL
- Аеродром „Флесланд“ у Бергену - BGO
- Аеродром „Вернес“ у Трондхајму - TRD
- Аеродром „Сола“ у Ставангеру - SVG
- Аеродром „Боде“ у Бодеу - BOO
- Аеродром „Лангнес“ у Тромсеу - TOS
- Аеродром „Вигра“ у Олесунду - AES

Најважније ваздухопловно чвориште у Норвешкој је Аеродром „Гардермоен“ код Осла, који се налази на 48 km севевно од града. Ово је и други по промету аеродром у Скандинавији. Други по важности је Аеродром „Флесланд“ у Бергену. Већина осталих наведних аеродрома има инстране летове само до земаља северне Европе.
У Норвешкој постоји и 6 званично уписаних хелиодрома.